# Behrend (Familienname)
Behrend ist ein deutscher Familienname.

## Herkunft und Bedeutung
Zu Herkunft und Bedeutung siehe Behrendt.

## Namensträger
- Adolf Behrend (Salerno; 1869–1946), deutscher Artist und Luftfahrtpionier
- Andreas Behrend (* 1963), deutscher Schwimmer
- Clara Behrend (1876–nach 1938), deutsche Schriftstellerin
- Dora Eleonore Behrend (1877–1945), deutsche Schriftstellerin
- Elisabeth Behrend (Schriftstellerin) (1887–nach 1943), deutsche Autorin und Zeichnerin
- Elisabeth Behrend Rosenfeld (1891–1970), deutsche Sozialarbeiterin und Schriftstellerin, siehe Else Rosenfeld
- Ernst Behrend (Schriftsteller) (1851–1912), preußischer Beamter und Schriftsteller
- Ernst Behrend (Jurist) (1882–1938), deutscher Jurist und Senatspräsident
- Felix Behrend (Ingenieur) (1875–nach 1935), deutscher Ingenieur
- Felix Behrend (Mathematiker) (1911–1962), deutscher Mathematiker
- Felix Wilhelm Behrend (1880–1957), deutscher Pädagoge und Vorsitzender des Philologenverbands
- Franz Behrend (1864–1918), deutscher Verwaltungsbeamter
- Friedel Behrendt (1897–1979), deutsche Politikerin
- Friedrich Jacob Behrend (1803–1889), deutscher Mediziner
- Fritz Behrend (Germanist) (1878–1939), deutscher Germanist, Bibliothekar und Archivar
- Fritz Behrend (Geologe) (1885–1949), deutscher Geologe
- Georg Behrend (* 1954), deutscher Satiriker und Journalist
- George Behrend (1922–2010), britischer Eisenbahnhistoriker
- Gustav Behrend (1847–1925), deutscher Mediziner
- Hanna Behrend (1922–2010), deutsche Historikerin und Literaturwissenschaftlerin
- Heike Behrend (* 1947), deutsche Ethnologin und Afrikanistin
- Hermann-Heinrich Behrend (1898–1987), deutscher Offizier, zuletzt Generalmajor im Zweiten Weltkrieg
- Hilde Behrend (1917–2000), deutsch-britische Wirtschaftswissenschaftlerin
- Jacob Behrend (Schriftsteller) (1803–1846), dänischer Schriftsteller und Herausgeber
- Jacob Friedrich Behrend (1833–1907), deutscher Jurist
- Jeanne Behrend (1911–1988), US-amerikanische Pianistin
- Jenny Behrend (* 1996), deutsche Handballspielerin
- Jens-Peter Behrend (* 1945), deutscher Regisseur, Produzent und Drehbuchautor
- Jörg Behrend (* 1966), deutscher Geräteturner
- Kai Behrend (* 1961), deutscher Mathematiker
- Katharina Eleonore Behrend (1888–1973), deutsche Fotografin
- Kurt Behrend (1905–1989), deutscher Politiker (SPD), Mitglied des Abgeordnetenhauses von Berlin
- Louise Behrend (1916–2011), US-amerikanische Geigerin und Musikpädagogin
- Magdalena Behrend (190101945), Ehefrau von Joseph Goebbels, siehe Magda Goebbels
- Manfred Behrend (1930–2006), deutscher Historiker
- Marc Behrend (* 1961), US-amerikanischer Eishockeyspieler
- Martin Behrend (1865–1926), deutscher Wirtschaftswissenschaftler, Berater der japanischen Regierung
- Max Behrend (1862–nach 1916), deutscher Theaterschauspieler und Regisseur sowie Intendant
- Nicola Behrend (* 1962), deutsche Juristin und Richterin
- Paul Behrend (1853–1905), deutscher Agrikulturchemiker
- Raimund Behrend (1832–1906), deutscher Gutsbesitzer und Reichstagsabgeordneter
- Richard Behrend (1889–1956), deutscher Jurist und Diplomat
- Robert Behrend (1856–1926), deutscher Chemiker
- Rosa Eleonore Behrend (1818–1842), deutsche Sängerin
- Rudolf Behrend (1895–1979), deutscher Maler
- Siegfried Behrend (1933–1990), deutscher Gitarrist und Komponist sowie Herausgeber von Gitarrenmusik
- Thomas Behrend (* 1964), deutscher Dokumentarfilmer
- Tomas Behrend (* 1974), brasilianisch-deutscher Tennisspieler
- Ute Behrend (* 1961), deutsche Fotografin
- Walter Behrend (1885–1954), deutscher Redakteur und Feuilletonist
- Werner Behrend (1918–1987), deutscher Politiker (CDU)
- Wolfgang Behrend (1944–2015), deutscher Illustrator und Karikaturist